# Matteo Pigafetta
Matteo Pigafetta (Vicenza, [...?] - 1570), fou un músic dominic italià.
Professà, en la seva ciutat natal. Va ser un peritéssim músic, inspirat poeta i gran orador.
Va escriure diverses obres religioses, un volum d'oracions sagrades i un altre de versos heroics.